# 31e bataillon de chasseurs à pied
Le 31e bataillon de chasseurs à pied était une unité d'infanterie de l'Armée française.

## Création, villes de garnison
- 1913 : Corcieux
- 1914 : Saint-Dié
- 1920 : Sélestat
- 1924 : Mulhouse
- 1940 : dissolution

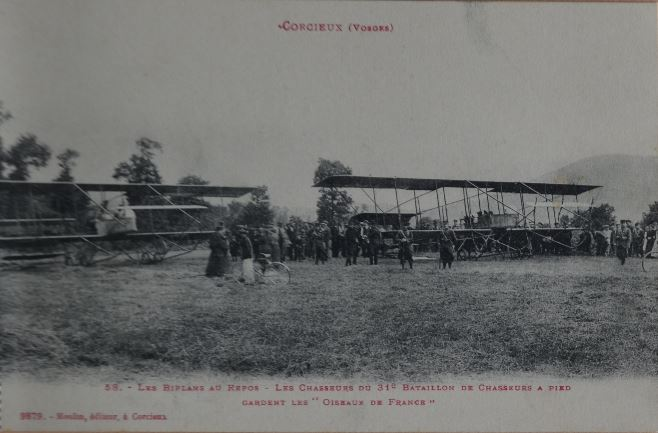
Biplans gardés par les chasseurs du sur le terrain d'aviation de Corcieux (Vosges).

- 1945 : recréation du bataillon à Altkirch
- 1949 à 1952 : Baden-Oos en Allemagne (bataillon disciplinaire)[réf. nécessaire]
- 1955 : devient le 31e groupe de chasseurs portés[réf. nécessaire]
- septembre 1955 : Algérie[réf. nécessaire]
- octobre 1955 : Maroc[réf. nécessaire]
- 1956 - 1960 : Algérie[réf. nécessaire]
- 1960 : redevient le 31e BCP[réf. nécessaire]
- 1962 : dissolution
- 1973 : création du bataillon de réserve à Mulhouse
- 1986 : le bataillon de réserve s’installe Quartier Rapp à Colmar
- 1990 : dissolution

## Traditions

### Devise
En pointe... Toujours

### Refrain
« Trente et unième l'dernier v'nu,
pas plus mal foutu ! »
- Variante 1

« Le dernier v'nu,
n'est pas toujours, le plus mal foutu ! »
- Variante 2

« Franc p'tit chasseur, tourne ton cul
que j't'arrache une fleur ! »

### Drapeau
- Comme tous les autres bataillons de chasseurs ou groupes de chasseurs, il ne dispose pas de son propre drapeau. Il n'existe qu'un seul drapeau pour tous les Bataillons de Chasseurs à Pied, et de Chasseurs Alpins, lequel passe d'un bataillon à un autre. En revanche chaque bataillon possède son propre Fanion.

### Insigne
L'insigne, homologué en 1945, porte une cigogne, symbole de l'Alsace, dans un cor.

## Chefs de corps
- 1914 : chef de bataillon Louis Hennequin
  - chef de bataillon Lalene-Laprade
- 1915 : capitaine Doudeuil
  - capitaine Delacroix
  - chef de bataillon Perrin
  - chef de bataillon Delacroix
- 1916 : chef de bataillon Clayeux
  - capitaine Doudeuil
- 1917 : capitaine de Rohan-Chabot
  - chef de bataillon Clayeux
- 1918 : chef de bataillon Lambert
  - chef de bataillon Davy
- 1944 - 1945 : capitaine René Audibert[1]
- 1953 : Chef de Bataillon Sarrade
- 1955 : Lieutenant-colonel Jacques Strauss à Baden-Os.

Guerre d'Algérie :
- 1957 : Lieutenant-colonel du Désert
- Lieutenant-colonel Rocolle
- Lieutenant-colonel Sthelin

Réserve
- 1973 : Lieutenant-colonel Désiré Zurbach
- 1981 : Lieutenant-colonel Raymond Vorburger
- 1984 : Lieutenant-colonel Julien Dentz
- 1987 : Lieutenant-colonel Gilbert Dollé

## Historique

### Première Guerre mondiale

#### Grandes unités d'appartenance
- 1914 : 86e brigade d'infanterie / 43e division d'infanterie
- 1916 : I.D. 43 / 43e D.I.

#### 1914
- août : Vosges, couverture secteur de Coinches, col de Sainte-Marie, col de Saales, Rothau, Schirmeck, col de Saint-Léon
- août - septembre : retraite par Baccarat
- septembre :
  - Bataille de la trouée de Charmes,
  - 25 août - 4 septembre : Bataille du col de la Chipotte
  - embarquement pour Wassy,
  - Première bataille de la Marne
- octobre : Artois, secteur de Carency
- novembre - décembre : mêlée des Flandres, secteur de Saint-Éloi
- décembre : repos région de Béthune, travaux secteur de Bouvigny-Boyeffles

#### 1915

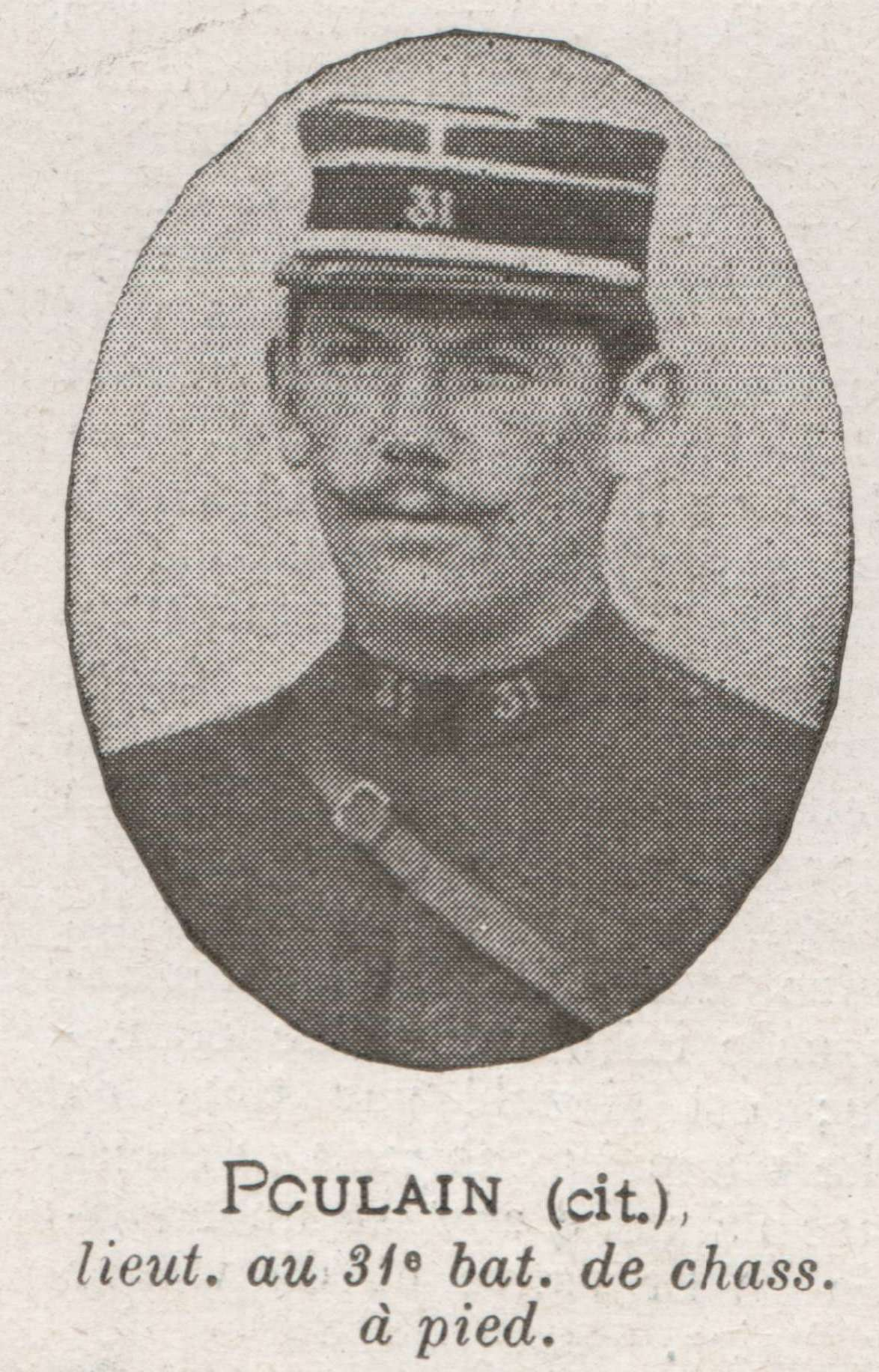
Le lieutenant Poulain du, dans le tableau d'honneur du 16/10/1915.

- Le lieutenant Poulain du 31e BCP, dans le tableau d'honneur du 16 octobre 1915.janvier - mars : Artois, secteur Notre-Dame-de-Lorette
- mars - avril : repos Chelers
- avril - décembre : 1re Bataille de l'Artois, 2e Bataille de l'Artois, fond de Buval, Aix-Noulette, Bois en Hache, Notre-Dame-de-Lorette.

#### 1916
- janvier - février : repos Camp de Saint-Riquier, Hesdin
- mars - avril : Bataille de Verdun, Haudainville, fort de Tavannes, fort de Vaux, repos à Dugny
- mai - juin : Bataille de Verdun,
- mai - juillet : Champagne, secteur de Tahure
- juillet - août : repos et instruction (Pogny)
- août - septembre : déplacement à Harbonnières, Bataille de la Somme, Soyécourt, Ablaincourt
- septembre - novembre : repos Herleville, Guillaucourt, bataille de la Somme, Harbonnières, secteur de la Sucrerie
- décembre : Somme, déplacement et repos Lure, instruction camp de Villersexel

#### 1917
- janvier - mars : travaux région de Courtelevant.
- mars - avril : instruction camp de Villersexel.
- avril - mai : déplacement Montmirail, Montreuil-aux-Lions.
- mai - août : Chemin des Dames, secteur nord d'Aizy.
- août - septembre : travaux Billy-sur-Aisne, Septmonts.
- septembre - octobre : instruction Orrouy, Chaudun.
- octobre : bataille de la Malmaison.
- octobre - décembre : repos La Chapelle-Véronge.
- décembre : travaux région de Seloncourt, repos Beaulieu, Dampierre.

#### 1918
- janvier : déplacement à Bruyères
- janvier - février: Vosges, secteur de Combrimont, Chapelle Sainte-Claire, vallée de la Fave
- février - mars : repos La Croix-aux-Mines, Coinches
- mars - avril : secteur de Combrimont
- avril : repos à Brouvelieures, déplacement à Orrouy
- avril - mai : travaux secteur sud de Compiègne
- mai : instruction à Orrouy
- mai - juin : troisième bataille de l'Aisne
- juin : repos La Trousse-Tahure, Perthes-les-Hurlus
- juin - juillet : bataille défensive de Champagne, secteur Tahure, Perthes-les-Hurlus, secteur de Marmara, les Entonnoirs.
- juillet : repos camp Courtes
- juillet - août : Champagne
- août - septembre : repos Courtes
- septembre - octobre : offensive de Champagne, secteur de Perthes-les-Hurlus, Orfeuil
- octobre : repos camp Berthelot, Matougues, Rilly-la-Montagne, offensive de Champagne, ligne Hundling-Stellung[2]
- octobre - novembre : repos Pignicourt, Fleury-la-Rivière
- novembre : déplacement Villers-Allerand, Pongivert

### Entre-deux-guerres
Le bataillon tient garnison à Sélestat de 1919 à 1924 puis à Mulhouse de 1924 à 1939. Il fait alors partie de la 3e demi-brigade de chasseurs à pieds de la 14e division d'infanterie.

### Seconde Guerre mondiale

#### 1939 - 1940
Le 31e BCP combat avec la 14e division d'infanterie (général de Lattre) pendant la bataille de France.
Il est dissous le 7 août 1940 à Clermont-Ferrand, les militaires d'active renforçant le 152e régiment d'infanterie de l'armée d'armistice.

#### 1944 - 1949

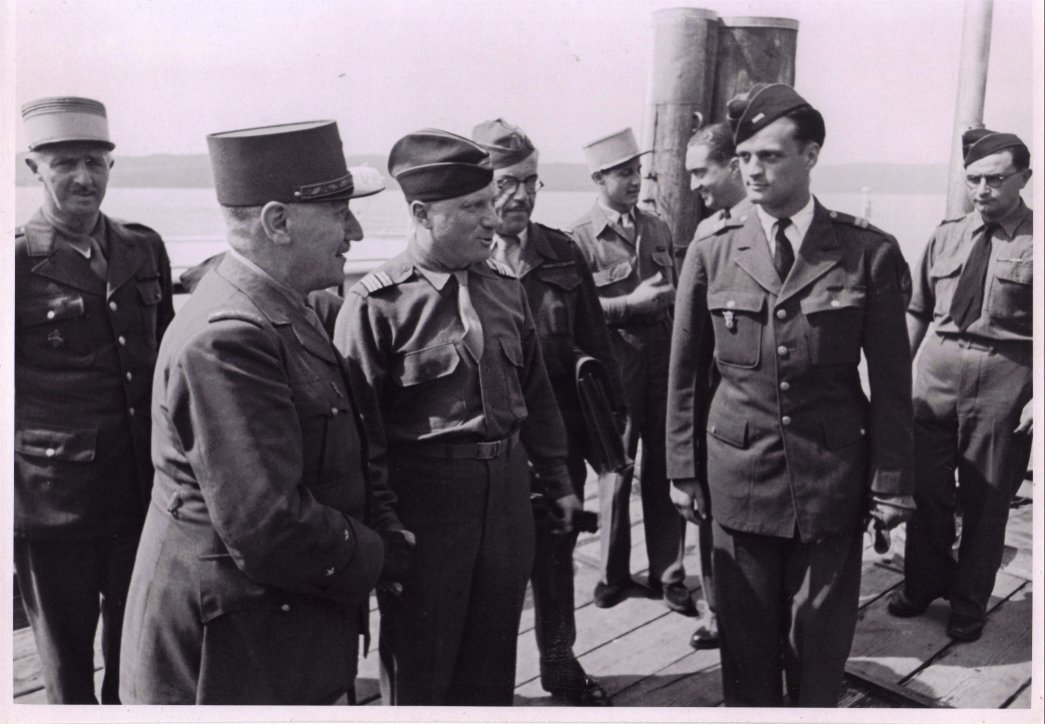
Le général Salan (de profil) et le colonel Jacquot (à sa gauche, en bonnet de police), commandant la 14e DI et la 3e DBCP auxquelles appartient le, sur le lac de Constance après la fin de la guerre.

Fin 1944, les 1er et 4e bataillons de chasseurs à pied sont formés à partir du GMA Suisse, renforcé d'autres volontaires dont un bataillon FFI formé à Montauban. Ces deux BCP participent à la libération de l'Alsace. Ils sont dissous en décembre 1944 pour reformer le 31e BCP le 13 janvier 1945,,. Le 31e compte 650 chasseurs en janvier[réf. souhaitée]. Directement rattaché à la 1re armée française, le bataillon s'installe en défense de Mulhouse, protégeant la Doller et l'île Napoléon, puis nettoie la forêt de la Hardt. Une fois l'Alsace libérée, le 31e BCP est rattaché fin mars 1945 à la 3e demi-brigade de chasseurs à pied (colonel Jacquot) de la 14e division d'infanterie (général Salan). Il suit l'offensive victorieuse en Allemagne. Il fait partie des troupes d'occupation de l'Allemagne jusqu'à son retour à Altkirch en avril 1946. Il est dissous le 1er août 1949.

### Guerre d'Algérie
Le 31e bataillon de chasseurs portés en provenance du Maroc (venant d'Allemagne) est implanté en 1958 dans le Sud Oranais de Tiaret à Trézel, Aïn Dzarit, Kéria.
Début 1960 il est porté à 10 compagnies ainsi qu'un commando (Commando de chasse 45) alors sous les ordres du Capitaine Henri de-Terraube.
le bataillon remporte plusieurs combats et accrochages contre des unités rebelles.
(cf. bibliographie ci-dessous "le Courage des Morts" qui relate la chronologie des actions sur le terrain du 31e chasseurs de 1961 à 1962)

### Au cessez-le-feu du 19 mars 1962
En Algérie, le 31e BCP constitue comme 91 autres régiments, les 114 unités de la Force Locale. Le 31e BCP forme deux unités de la Force locale de l'ordre Algérienne,la 491 UFL-UFO et la 492°UFL-UFO, composés de 10 % de militaires métropolitains et de 90 % de militaires musulmans à Randon et à Laverdure, qui pendant la période transitoire devaient être au service de l'exécutif provisoire algérien, jusqu'à l'indépendance de l'Algérie. (Accords d'Évian du 18 mars 1962).
Le 31e BCP sera dissous le 19 mars 1962, ses hommes réaffectés au 8e GCP à Wittlich, au 1er BCP à Reims, au 24e GCP à Tubingen (Allemagne), etc. Le 31e portera la fourragère aux couleurs de la médaille militaire.
Il est recréé en tant que bataillon de réserve puis dissous une nouvelle fois en 1990 au profit du 30e groupe de chasseurs, ce dernier quittant l'active et intégrant la réserve par changement de nom du 31e BCP.

## Personnalités ayant servi au31eBCP
- Louis Hennequin (1869-1916), officier supérieur et historien militaire. Il forme le bataillon et en prend le commandement en juin 1913. Son nom est inscrit au Panthéon parmi les 560 écrivains morts au champ d'honneur pendant la Première Guerre mondiale.
- Louis Pasteur Valéry-Radot (petit-fils de Louis Pasteur), médecin-major du bataillon en 1915.

## Sources et bibliographie
- Revue historique de l'armée française, Numéro spécial no 2, Les Chasseurs à pied, Paris, 1966, 196 p. broché, 21 × 26,8 cm
- Yvick Herniou, Éric Labayle et Michel Bonnaud, Répertoire des corps de troupe de l'Armée française pendant la Grande Guerre, t. 2 : Chasseurs à pied, alpins et cyclistes : unités d'active, de réserve et de territoriale : notices historiques, Château-Thierry (France), Bonnaud, 2007, 446 p., broché 14x24 (ISBN 978-2-9519001-2-7).
- Arnaud de Vial, "La Guerre d'Algérie" 2010. Éditions Jeanne d'Arc .E.J.A.
  - Arnaud de Vial, Ceux de Cherchell, t. 1 : Algérie 1960-1962, Le Puy-en-Velay, Jeanne d'Arc, 2009, 124 p. (ISBN 978-2-911794-83-4), sur la prestigieuse école où ont été formés tous les officiers de réserve qui ont été affectés dans les bataillons de chasseurs, pendant la guerre d'Algérie.
  - Arnaud de Vial, Guerre d'Algérie, t. 2 : Le courage des morts : harkis et chasseurs du 31e bataillon, chasseurs du huitième bataillon : témoignages, Le Puy-en-Velay, Éd. Jeanne d'Arc, 2009, 168 p. (ISBN 978-2-911794-84-1, OCLC 762560316)

1. L'histoire vécue du 31e BCP en Algérie 1959-1962
2. L'histoire vécue du huitième groupe de chasseurs portés en 1962 au moment de l'affaire des missiles de Cuba

- Arnaud de Vial, De Cherchell aux djebels : Guerre d'Algérie 1960-1962, 1re partie, Le Puy-en-Velay, Éd. Jeanne d'Arc, 2014, 288 p. (ISBN 978-2-36262-010-2, OCLC 887461325)
- Historique du 31e bataillon de chasseurs de chasseurs à pied : 1914-1918, Paris, imprimerie Catala Frères, 24 p., lire en ligne sur Gallica.